# Districtul Miskolc
Miskolc (în maghiară Miskolci járás) este un district în județul Borsod-Abaúj-Zemplén, Ungaria.
Districtul are o suprafață de 972,8 km2 și o populație de 243.135 locuitori (2013).